# The Politician's Wife
The Politician's Wife é uma minissérie britânica de 1995 escrita por Paula Milne para o Channel 4, apresentando Trevor Eve e Juliet Stevenson nos papeis principais.

## Enredo
A vida de Flora Matlock (Juliet Stevenson) vira de cabeça para baixo quando é revelado que seu marido Duncan Matlock (Trevor Eve) um membro do Parlamento britânico, teve um caso com uma ex-prostituta.

## Elenco
- Juliet Stevenson ... Flora Matlock
- Trevor Eve ... Duncan Matlock
- Ian Bannen ... Sir Donald Frazier
- Anton Lesser ... Mark Hollister
- Katie Donnison ... Joanna Matlock
- Minnie Driver ... Jennifer Caird
- Diana Fairfax ... Rosalind Clegg
- Stuart Piper ... Paul Matlock
- Veronica Clifford ... Veronica Weston
- Sally Knyvette ... Peggy Price
- Jacqueline Tong ... Suzie